# 병적 도박
병적 도박(病的賭博, 영어: problem gambling 프라블럼 갬블링[*], gambling addiction 갬블링 애딕션[*], 스페인어: Ludopatía 루도파티아[*])은 정신 질환의 하나로, 도박에 대한 탐닉이다. 흔히 도박 중독이라는 용어로 잘 알려져 있으며, 병적 도박은 특정 진단 기준이 충족되면 DSM-5에 따라 정신 장애로 진단될 수 있다. 병리학적 도박은 사회적, 가족적 비용과 관련된 일반적인 장애로 구별된다. 부채 등 사회 생활에 문제가 있음에도 불구하고 도박을 그만 둘 수 없다.
DSM-5는 이 질환을 중독성 장애로 재분류했으며, 영향을 받는 사람들은 약물 중독과 많은 유사성을 보인다. 도박 중독라는 용어는 회복 운동에서 오랫동안 사용되어 왔다. 미국 정신의학회는 이를 중독 증세가 아닌, 충동 조절 장애로 구분하였으나, 그러나 데이터는 병적 도박과 대부분의 주요 약물 사용 장애의 증상은 뇌의 보상 메커니즘을 활성화하려는 반면, 강박 장애의 특징적인 행동은 뇌의 공포 메커니즘의 과잉 활동과 잘못된 신호에 의해 촉발되기 때문에 병적 도박과 강박 장애 사이에 존재하는 것보다 병적 도박과 약물 사용 장애 사이에 더 가까운 관계가 있음을 시사하고 있다.
병적 도박에 걸린 사람들은 대체로 충동적이며, 알코올 문제와 같은 동반 질환을 가진 확률이 높다.

## 증상
호주 정부의 연구 결과에 따르면 진단 기준을 사용하지 않는 유일한 연구 기반 정의인 것으로 보이는 보편적인 정의가 도출되었다: "문제성 도박은 도박에 사용하는 돈과 시간을 제한하는 데 많은 어려움을 겪으며 도박자, 타인 또는 지역사회에 부정적인 결과를 초래하는 것이 특징이다." 메릴랜드 대학교 메디컬 센터는 병적 도박을 "심각한 개인적 또는 사회적 결과를 초래할 수 있는 도박 충동을 억제할 수 없는 것"으로 정의하고 있다.
문제성 도박에 대한 대부분의 다른 정의는 일반적으로 도박꾼이나 다른 사람에게 어떤 방법으로든 해를 끼치는 도박으로 단순화 할 수 있지만 이러한 정의는 일반적으로 피해 유형에 대한 설명 또는 진단 기준 사용과 결합된다. 이후 DSM-V는 병적 도박을 도박 장애로 재 분류하고 충동 조절 장애가 아닌 물질 관련 및 중독성 장애에 해당 장애를 나열했다. 이는 이 장애의 증상이 약물 사용 장애의 증상과 다르지 않은 중독과 유사하기 때문이다. 미국 정신건강의학회가 만든 도박 중독 진단표에 따르면, 도박 중독 진단을 받으려면 12개월 동안 다음 증상 중 4개 이상에 해당해야 한다:
- 원하는 흥분을 얻기 위해 돈의 액수를 점차 늘림
- 도박을 줄이거나 중단하려고 할 때 안절부절 못하거나 짜증을 냄
- 도박 행동을 조절하거나 줄이거나 중지하려는 노력이 거듭 실패
- 도박에 자주 몰두한다(예: 과거의 도박 경험을 되살리거나, 다음 도박을 계획하거나, 도박을 통해 돈을 벌 방법을 생각하는 등 도박에 대한 지속적인 생각).
- 괴로움을 느낄 때 이를 탈출할 수단으로 종종 도박을 함.
- 도박으로 돈을 잃은 후, 이를 만회하기 위해 다음 날 다시 돌아와서 손실을 만회하려함.
- 도박에 빠져있다는 것을 숨기기 위해 거짓말을 함.
- 도박으로 인해 중요한 관계, 직업, 교육 또는 경력 기회를 위태롭게하거나 잃은 적이 있음.
- 도박으로 인한 절망적인 경제 상태에서 벗어나기 위해 다른 사람에게 돈을 빌림

## 병적 도박의 발병 원인
강박성 도박은 다음과 같은 생물학적, 유전적, 환경적 요인으로 인해 발생할 수 있다:
- 정신 질환 (약물 중독, 성격 장애, 감정 상태의 존재)
- 나이와 성별 (청년이나 중년이 주, 남자의 발병률이 여자보다 높음)
- 가족과 친구의 영향
- 성격 특성
- 비디오 게임 (슬롯머신이나 전리품 상자 등 도박과 유사한 요소를 포함.)[11]
- 드문 부작용이 있는 약물(예: 항정신병약 또는 도파민 작용제).
- 외상성 질환
- 직무 관련 스트레스
- 고독
- 기타 중독

치료가 제때 진행되지 않을 경우, 개인의 삶에 아래와 같은 부적절한 영향을 끼칠 수 있다:
- 인간관계에 관한 문제
- 돈 문제, 파산
- 법적 문제, 투옥
- 건강 문제
- 자살, 자살 생각 및 시도 포함

## 치료
문제성 도박에 대한 대부분의 치료에는 상담, 단계별 프로그램, 자조, 동료 지원, 약물 치료 또는 이들의 조합이 포함된다. 그러나 어떤 치료법도 가장 효과적인 것으로 간주되지 않으며, 미국에서는 미국 식품의약국(FDA)에서 병적 도박 치료를 위해 승인한 약물은 없다.

### 동기면담
동기면담이란 상습적인 도박의 치료법 중 하나이다. 동기면담은 여러 가지 느낌이나 기분, 생각 등을 분석하고 탐구하여 기꺼이 바뀔 수 있다는 것을 목적으로 두고 있다. 공격적인 대립, 논쟁, 책임을 전가하거나 직접적으로 설득하는 것은 피하도록 한다. 상습 도박범들이 그들의 목표를 세우는 데 도와줄때는 공감하거나 조언을 해주도록 한다. 동기면담의 근본적인 목적은 그들에게는 선택의 자유와 변할 수 있는 충분한 능력이 있다는 것을 주위에서 격려하며 확신을 시켜주는 것이다.

### 동료 지원
온라인 도박이 발전함에 따라 문제를 겪고 있는 많은 사람들이 회복을 돕기 위해 다양한 온라인 동료 지원 그룹을 이용한다. 이를 통해 익명성이 보호되는 동시에 사랑하는 사람에게 문제를 공개하지 않고도 스스로 치료를 시도할 수 있다.

### 약물 치료
항우울제, 비정형 항정신병 약제, 기분 안정제, 오피오이드 길항제 등 도박 중독을 치료하기 위한 수많은 약학적 접근법이 제안되었지만, 현 시점에서 복용량과 시기를 포함한 최선의 치료법, 치료 요법은 명확하지 않다. 예를 들어 날트렉손, 날메펜, 그리고 올란자핀과 같은 비정형 항정신병제와 같은 아편 유사 길항제가 단기적으로 도박 증상의 심각성을 줄이는 데 도움이 될 수 있다는 증거가 있지만, 이러한 약물이 장애와 관련된 다른 심리적 증상을 개선하거나 도박 문제로 인한 장기적인 증상 완화에 효과적인지 여부는 명확하지 않다.

## 같이 보기
- 게임 중독